# Leekster Courant
De Leekster Courant was een weekblad uitgegeven door uitgeverij Bronsema te Leek. Het heeft bestaan van 1907 tot en met 1999. 
Het laatste nummer verscheen op 28 december 1999.
Nadat het blad eerder al was overgenomen door Hazewinkel Pers bleek het abonneebestand tegen het eind zodanig teruggelopen te zijn dat het niet langer lucratief was om door te gaan. Het weekblad had als doelgroep de inwoners van Noordenveld en Westerkwartier en was gespecialiseerd in het kleine menselijke nieuws.
Na opheffing werd de titel opgenomen in het huis-aan-huis weekblad De Midweek. Die krant vermelde nog enkele jaren de zin ´Midweek, waarin opgenomen Leekster Courant´. Bij een restyling van de lay-out ging deze vermelding verloren.